# 全国人民代表大会常务委员会办公厅信访局
全国人民代表大会常务委员会办公厅信访局（简称全国人大常委会办公厅信访局），是全国人民代表大会常务委员会办公厅内设机构。

## 沿革
1954年全国人大常委会办公厅成立时，下设五室一局二处：法律室、民族室、人民接待室、编译室、顾问室、典礼局、秘书处、总务处。1965年，办公厅下设五个室：法律室、民族室、人民接待室、秘书室、外事室。
文革爆发后，1966年8月， 康生、徐冰、刘宁一、周荣鑫组成全国人大常委会机关领导小组，主持常委会机关工作。1968年6月，根据中共中央决定，全国人大常委会机关和全国政协机关实行军管，全国人大常委会机关设立军管组。1969年11月，全国人大常委会机关在湖北沙洋设立五七干校，大部分人员被下放到五七干校劳动，法律室、民族室、人民接待室、秘书室、外事室随之停止工作，全国人大常委会机关在北京成立留守处, 在军代表李启煌领导下处理日常工作。1973年3月军管组撤离。
1975年1月13日至17日，第四届全国人民代表大会第一次会议在北京召开。同年2月，全国人大常委会机关在人民大会堂恢复办公，常委会下设民族政策研究组、宗教政策研究组、办公厅，办公厅下设秘书组、外事组、政法组、总务组。
1978年2月26日到3月5日, 第五届全国人民代表大会第一次会议在北京召开。五届全国人大一次会议恢复设立全国人民代表大会代表资格审查委员会，办公厅下设秘书组、外事组、政法组、总务组、信访组。
1980年，全国人大办公厅下设各组改名为室，总务组划归秘书室，调整为四个室：秘书室、政法室、外事室、信访室。1981年增设研究室，共计五个室。
第十二届全国人大以来，全国人大机关按照常委会领导的要求，贯彻落实中共中央关于信访工作制度改革精神，“用法治思维谋划工作，用法治方式解决问题，用法治理念推进改革”，逐步确立了 “三个一、四项工作”的信访工作思路。“三个一”是指：
1. 坚持一个原则：“始终坚持党对信访工作的集中统一领导、严格依法按程序办事”；
2. 坚守一个信念：“始终坚守全心全意为人民服务的信念，满腔热情地做好信访工作”；
3. 围绕一个中心：“紧紧围绕全国人大常委会立法、监督、代表工作，反映社情民意，当好参谋助手”。

“四项工作”是指：
1. “认真办理全国人大代表反映的群众信访事项，积极为人大代表依法履职服务，促进代表与人民群众的密切联系；
2. “认真做好综合分析工作，为全国人大常委会依法履职服务”；
3. “认真做好群众来信来访登记、受理、转办工作，积极支持、配合有关部门依法妥善处理群众信访问题，促进案结事了、息诉罢访”；
4. “切实做好维护社会稳定工作，及时发现、报送异常敏感信访信息，妥善处理非正常上访事件，坚决杜绝恶性案件和群体性事件发生”[3]。

## 机构设置
- 一处
- 二处[4]

- 三处
- 四处
- 五处
- 六处
- 七处
- 八处[5]（督办处[6]）

## 历任领导
| 局长 …… - 李铁流（？—？） - 翟炳恺（？—2003年） - 狄济洪（2003年—？） - 杨方红（？—？） - 白平胜（？—） 巡视员 …… - 贾若愈（？—？） - 白平胜（？—？） | 副局长 - 唐欣（？—？） …… - 狄济洪（？—2003年） - 袁吉亮（？—？） - 刘京生（？—？） - 王占峰（？—？） - 黄力群（？—2013年） - 贾若愈（？—？） - 毛春秋（？—？） - 白平胜（？—？，巡视员兼） - 庞学珍（？—？） - 范文亮（？—？） 副巡视员 …… - 刘京生（？—？） - 马宏亮（？—？） - 陈建生（？—？） |